# Episodi di Provaci ancora prof! (seconda stagione)

Il logo della seconda stagione

La seconda stagione della serie televisiva Provaci ancora prof andò in onda in prima visione su Rai Uno dal 15 aprile 2007 al 7 maggio 2007.
| nº | Titolo                   | Prima TV Italia |
| -- | ------------------------ | --------------- |
| 1  | La finestra sulla scuola | 15 aprile 2007  |
| 2  | Una mina vagante         | 16 aprile 2007  |
| 3  | Dietro la porta          | 22 aprile 2007  |
| 4  | L'amica americana        | 29 aprile 2007  |
| 5  | Vita da cani             | 6 maggio 2007   |
| 6  | La strana ossessione     | 7 maggio 2007   |

Fanno parte del cast fisso Veronica Pivetti (Camilla Baudino), Enzo Decaro (Renzo Ferrero), Paolo Conticini (Gaetano Berardi), Ilaria Occhini (Andreina), Pino Ammendola (Torre), Ilaria Spada (Michela Ferrari), Serena Bonanno (la magistrata Sonia De Giorgis), Hoara Borselli (Pamela), Claudio Bigagli (professor Mazzeo, il dirigente scolastico), Valentina Tomada (professoressa Martina Predolin), Lorenzo De Angelis (Gianni Marchese), Paolo Macedonio (Roberto Piccolo), Ludovica Gargari (Livietta), Gabriele De Fazio (Giulio), Roberta Scardola (Debbie Lentini), Lucrezia Piaggio (Viola Sambuelli), Pamela Saino (Sammy Lo Bue), Gegia (la bidella Melina), Ubaldo Lo Presti (medico legale), Graziella Polesinanti (la portinaia Rosetta), Marco Iannitello (Marco Simoni).
Altri crediti di questa stagione sono: fotografia di Giuseppe Venditti, montaggio di Mauro Menicocci, musiche di Pino Donaggio, scenografia di Stefano Pica, costumi di Cristiana Lafayette. Prodotto da Paolo Bassetti e Massimo Del Frate, produttore Rai Carla Capotondi, produttore esecutivo Giannandrea Pecorelli. Casa di produzione Rai Fiction ed Endemol Italia. La serie è liberamente ispirata ai romanzi di Margherita Oggero editi da Arnoldo Mondadori Editore.

## La finestra sulla scuola
- Diretto da: Rossella Izzo
- Scritto da: Dido Castelli

### Trama
In passato Camilla ha stretto amicizia con Gaetano Berardi, un commissario di Polizia di Stato, insieme al quale indagava per risolvere i casi di cui lui si occupava. Gaetano adesso è occupato ad indagare sull'omicidio di un giovane spacciatore di eroina, il cui cadavere viene trovato davanti a una discoteca. Ci sono due testimoni che riescono a fornire un identikit: si tratta di Sandro Menicucci, un pregiudicato tossicodipendente. Nel frattempo a scuola, Camilla vede che Luca Foglietti, un suo allievo della quinta superiore, saluta amorevolmente una ragazza che sta affacciata dalla finestra di fronte alla scuola. Si tratta di Gloria, una giovane mulatta con cui Luca ha una relazione. Il giorno dopo, da quella stessa finestra è affacciato il commissario Berardi, che rivede Camilla, la quale è ben contenta di salutarlo. Gaetano si trova in quell'appartamento perché è avvenuto un altro omicidio, quello del ragionier Giuliano Rotunno, il marito di Gloria. Luca e Gloria erano amanti già da diverso tempo, e ora stanno per prendere un aereo che li porterà all'estero. Grazie al racconto del portiere dello stabile, Gaetano scopre che Rotunno aveva scoperto la relazione extraconiugale di Gloria, e aveva anche picchiato Luca. Dunque sembra esserci il movente passionale: i due amanti avrebbero ammazzato il marito di lei, e per questo ora starebbero fuggendo. Gaetano e la sua squadra cercano di rintracciare i due sospettati, mentre Camilla e i suoi studenti credono nella loro innocenza. La professoressa, quindi, ricomincia ad indagare insieme a Gaetano.
- Altri interpreti: Bruno Conti (Sandro Menicucci), Tiziano Panici (Luca Foglietti), Denny Méndez (Gloria), Enzo Saturni (Giuliano Rotunno), Remo Remotti (Menicucci), Sara Bertelà (madre di Luca), Giorgio Gobbi (padre di Luca)
- Ascolti Italia: telespettatori 5 798 000 – share 24,88%[1]

## Una mina vagante
- Diretto da: Rossella Izzo
- Scritto da: Cecilia Calvi

### Trama
Gaetano va in una delle classi in cui insegna Camilla per impartire una lezione di educazione civica agli studenti e spiegare il ruolo che la Polizia di Stato svolge in un Paese democratico. L'alunna più attenta è Debbie Lentini, una ragazza che in questo periodo si sta isolando dal resto della classe perché ostenta la sua ricchezza e i suoi abiti firmati. Terminata la lezione, Gaetano e Camilla incontrano la giovane Francesca Berardi, sorella del commissario. Gaetano e Francesca si vogliono molto bene, ma lui le rimprovera il suo carattere esuberante che la porta spesso a cacciarsi nei guai. Poco dopo, Gaetano viene chiamato d'urgenza per un omicidio: il noto stilista Paul Lenox è stato assassinato nel suo atelier. Berardi e suoi iniziano a perquisire il luogo del delitto: Torre scopre che Lenox era un alcolista, mentre Gaetano trova una foto che ritrae sua sorella Francesca seminuda insieme alla vittima. Teresanna Voglino, la segretaria di Lenox, racconta agli inquirenti che il suo capo aveva appuntamento con la fotografa Kiki Doria per realizzare un servizio su dei gioielli di elevato valore economico. Poiché questi gioielli sono spariti dalla cassaforte di Lenox, la prima ipotesi è quella di un tentativo di furto finito male. Camilla sta andando all'atelier senza sapere quello che è successo e, poco prima di arrivare, incontra Francesca, la quale, mostrandosi agitata e preoccupata, affida alla professoressa la sua cagnetta Bibi. Dopo aver interrogato sia la Doria che la Voglino, i nostri scoprono che Lenox aveva un carattere duro e scontroso, che diventava aggressivo e violento in preda all'alcool; Lenox aveva anche molte amanti, e una di queste è una certa Francesca che continuava a cercarlo perché non si rassegnava alla fine della loro storia. Gaetano rivela a Torre di essere il fratello di Francesca, e che per questo non dovrebbe occuparsi dell'indagine. La PM Sonia De Giorgis è convinta che il movente del delitto potrebbe essere sia il valore dei gioielli rubati e sia passionale. Camilla è impegnata a gestire la situazione a casa con ben due cani, a cercare di capire che cosa nasconde la sua allieva Debbie, e ad aiutare l'amico Gaetano a dimostrare l'innocenza di Francesca.
- Altri interpreti: Carolina Crescentini (Francesca Berardi), Federica De Martino (Kiki Doria), Emanuele Vezzoli (Paul Lenox), Edy Angelillo (Teresanna Voglino), Yura Marin (ladro neonazista), Marco Guadagno (gioielliere), Paolo Ricci (medico del Pronto Soccorso).
- Ascolti Italia: telespettatori 5 576 000 – share 21,66%[2]
- La cagnetta Bibì, che appare in questo episodio come animale domestico di Francesca Berardi, nella realtà appartiene a Veronica Pivetti - interprete della protagonista Camilla - all'epoca delle riprese della seconda stagione.
- Il personaggio di Francesca Berardi tornerà come ricorrente nella terza stagione, ma verrà interpretato da un'altra attrice.

## Dietro la porta
- Diretto da: Rossella Izzo
- Scritto da: Patrizia Fassio e Domenico Matteucci

### Trama
Camilla ha organizzato uno spettacolo teatrale che vede protagonisti i suoi alunni, e che si svolge nella palestra della scuola. Allegra, una delle studentesse, è dispiaciuta per il fatto che suo padre, il famoso anchorman Nic Bianco, non è venuto ad assistere allo spettacolo; la sua migliore amica Viola cerca di consolarla, ma appena vede il suo ex fidanzato in compagnia di un'altra, scappa via in preda al panico da dietro le quinte. Quando è il momento di entrare in scena, Allegra vede suo padre in mezzo al pubblico, vicino a sua madre, ma poco dopo riceve una telefonata e si allontana; Allegra è furibonda e abbandona il palco. Camilla, che è arrivata in ritardo, chiede ad Allegra che cos'è che la turba così tanto. La giovane le spiega che suo padre è sempre assente; Camilla allora consola la ragazza, dicendole che un noto anchorman televisivo può avere impegni che lo distolgono dal suo ruolo di padre.
Nic Bianco ha una guardia del corpo che adesso lo sta aspettando fuori dal bagno. Allegra cerca il padre nei corridoi e lo trova nel bagno morto, disteso in una pozza di sangue. Il preside Mazzeo chiama subito la polizia: arrivano nell'istituto il commissario Berardi e la sua squadra. Le indagini iniziano, e si scopre subito che Nic Bianco non era poi una persona così pulita: faceva infatti un uso sempre più smodato di cocaina. Sul luogo del delitto vengono ritrovati un panetto di cocaina e una pistola intestata a Bianco. Allegra è sconvolta e distrutta per la morte di suo padre; confidandosi con la prof, racconta che sua madre ha una relazione extra-coniugale con l'autista di Nic Bianco; oltre a questo, Camilla ricorda di aver visto l'autista che andava frettolosamente verso la macchina subito dopo la scoperta del cadavere. Nel proseguire delle indagini, Camilla parla con Viola, la quale le confessa disgustata che Nic Bianco, probabilmente adescava con la complicità dell'autista ragazzine sue coetanee con la falsa promessa di avere dei ruoli televisivi. Gaetano inizia a sospettare dell'ex collaboratore di Nic Bianco, che era anche il suo fornitore di droga, ma l'uomo ha un alibi e rivela alla polizia di aver visto all'uscita del bagno qualcuno e dalla sua descrizione, Gaetano e Camilla sospettano ancora dell'autista. Nel frattempo a scuola, Viola ha un malore, non prima di confessare a Camilla di essere incinta e una volta ricoverata in ospedale, la ragazza purtroppo subisce un aborto spontaneo. La prof contatta l'ex fidanzato ancora innamorato, ricambiato di Viola e il ragazzo afferma che il bambino non poteva essere suo. Camilla allora inizia ad avere un terribile sospetto che viene confermato da Gaetano quando le parla di una misteriosa clinica privata dove dei medici corrotti praticano interruzioni di gravidanze illecitamente. Camilla e Gaetano arrivano alla conclusione che Viola molto probabilmente ha subito una violenza da Nic Bianco, che poi ha tentato di farla abortire, nonostante Viola non volesse e scoprono alla fine che a commettere l'omicidio è stato il padre della ragazza, che tuttavia confessa di aver ucciso Bianco per legittima difesa dato che l'uomo strafatto di droga aveva tentato di sparargli. 
Intanto Renzo inizia a frequentare le lezioni di ballo tenute da Pamela; durante una di queste lezioni, l'architetto incontra sua suocera in compagnia di un uomo. Ecco dunque come si spiega il fatto che Andreina riceve molti mazzi di fiori. La donna comunque si fa promettere che non dirà niente a Camilla.
- Altri interpreti: Carola Stagnaro (Signora Carola Bianco), Giovanni Vettorazzo (Sambuellim padre di Viola), Manuele Labate (Vittorio, fidanzato di Viola), Loris Loddi (bodyguard di Bianco), Elisa Giani (Allegra Bianco), Alberto Molinari (Nicola Bianco), Michele Canfora (autista di Bianco), Patrizio Cigliano (Guido Cappellini), Aldo Massasso (Amedeo, fidanzato di Andreina)
- Ascolti Italia: telespettatori 5 325 000 – share 23,39%[3]

## L'amica americana
- Diretto da: Rossella Izzo
- Scritto da: Margherita Oggero e Anna Samueli

### Trama
Siamo in prossimità del Carnevale, e Camilla ha la giornata libera. Esce quindi di casa e va in un bar con il suo cane Potti. La prof riflette sul rapporto che si sta creando tra Renzo e Pamela, e anche sulla sua amicizia con Gaetano. Intanto per strada nota un uomo di nome Secondo Traversa, disabile mentale che si butta davanti alle macchine in corsa, rischiando di provocare incidenti, urlando di essere indistruttibile. Uscita dal bar, Camilla incontra Dora Cantino, un'elegante signora che la invita nella sua villa per ripulirsi dal latte con cui si è macchiata i vestiti. Lì le due scoprono di avere caratteri simili e si raccontano le loro vite. Dora racconta a Camilla di essere vedova, e che ha vissuto in America fino alla morte dell'amato marito; poi lei ha deciso di tornare in Italia per vendere la sua lussuosa villa e ricominciare una nuova vita.
Il giorno dopo Camilla trascorre il pomeriggio con Dora in un mercatino, ma, mentre Camilla litiga con un bigliettaio, Dora viene violentemente spinta sotto un tram da qualcuno e muore sul colpo. Camilla è distrutta dal dolore e racconta a suo marito della tragica morte della sua amica. Renzo però non riesce a comprendere come mai sua moglie si sia tanto affezionata ad una sconosciuta. I Carabinieri si occupano del caso, e Camilla viene interrogata. Il tenente Craighero sospetta fortemente della professoressa, in quanto si scopre che Dora aveva modificato il suo testamento il giorno prima di morire, lasciando la villa in eredità a Camilla. Quest'ultima, essendo assolutamente innocente, chiede aiuto a Gaetano, che nel frattempo deve occuparsi di un altro omicidio: un giovane di nome Nicola Sorrentino viene trovato morto all'interno del suo monolocale, con una siringa di eroina ancora conficcata nel braccio. La Pm ritiene che si tratti di overdose.
L'Indistruttibile crede nell'innocenza di Camilla, e le racconta che il giorno dell'omicidio di Dora un ragazzo con delle scarpe rosse le stava pedinando: quel ragazzo era proprio Nicola Sorrentino. Sia i Carabinieri che la Polizia non credono a Traversa perché è poco attendibile, ma Camilla capisce che l'uomo dice la verità e inizia a cercare le prove per dimostrare che i due omicidi sono collegati, e che quindi lei è innocente. Infatti, la Polizia scopre che Sorrentino era il figlio naturale del marito di Dora e che seguiva spesso la vedova, e inoltre, nel monolocale era stata trovata una busta con un'ingente somma di denaro in contanti, ritenuta eccessiva per essere compatibile con lo stile di vita del ragazzo. La chiave per la svolta del caso la danno uno sfasciacarrozze abusivo di nome Steve Colato, unico amico di Sorrentino (che sotto pressione della Polizia spiega il motivo per cui Nicola è stato ucciso), e un fotografo ambulante del mercatino (che aveva conservato una foto di Camilla e Dora in cui in secondo piano compariva anche la persona che aveva ucciso Dora). Si scopre infatti che l'autrice di entrambi gli omicidi è Adriana, la moglie di Ettore, l'amministratore dei beni di Dora: una volta appreso che il proprio marito aveva dilapidato i beni della ricca vedova, aveva deciso di uccidere quest'ultima per evitare che il marito finisse nei guai. Adriana era stata colta in flagrante da Nicola Sorrentino, il quale aveva sfruttato la situazione per ricattarla: dopo aver inizialmente ceduto alla prima richiesta, Adriana, non sapendo come reperire altri soldi, decide di eliminare anche il giovane sedandolo e iniettandogli l'eroina in corpo. Craighero ammette l'errore commesso nei confronti di Camilla e si scusa con la professoressa, mentre Secondo Traversa, dopo una conversazione con Camilla e Livietta (in cui quest'ultima gli rinfaccia di essere assolutamente distruttibile e gli crea un nuovo "cerchio magico"), decide di smettere di buttarsi in mezzo alle macchine e di attraversare con il semaforo verde. La mattina successiva è il giorno libero di Camilla, e Renzo e Livietta decidono di chiuderla a chiave in casa per evitare che esca e che possa finire nuovamente in mezzo ai guai.
- Guest star: Eleonora Giorgi (Dora Cantino)
- Altri interpreti: Alessandro Cremona (Secondo Traversa "L'Indistruttibile"), Silvio Laviano (Nicola Sorrentino), Michele D'Anca (tenente Giacomo Craighero), Laura D'Angelo (Adriana Bonadè Bottino), Massimo Palazzini (Ettore Bonadè Bottino).
- Ascolti Italia: telespettatori 5 614 000 – share 27,31%[4]
- In questa puntata, nel corso di una lezione nella classe di Camilla, vengono citati i seguenti romanzi: L'amico ritrovato di Fred Uhlman, Qualcuno con cui correre di David Grossman, Narciso e Boccadoro di Hermann Hesse e Io non ho paura di Niccolò Ammaniti.

## Vita da cani
- Diretto da: Rossella Izzo
- Scritto da: Francesca Panzarella

### Trama
È il compleanno di Sammy e la giovane, per festeggiare, invita tutta la sua classe e le professoresse Camilla Baudino e Martina Predolin in pizzeria; Sammy riceve in regalo una videocamera di ultima generazione. Fuori dal ristorante, in quel momento, c'è una manifestazione di un gruppo di punkabbestia; Martina dice subito che si tratta di gente pericolosa, e poco dopo uno di loro scippa la nuova videocamera di Sammy a Gianni Marchese e scappa via insieme agli altri.
Intanto, il commissario Gaetano Berardi e la sua squadra si recano in un parco pubblico dove è stata segnalata la presenza di un cadavere. Si tratta di un giovane punkabbestia ucciso con un colpo di pistola; sempre nello stesso parco, a qualche decina di metri di distanza, Torre e la Ferrari trovano anche il cadavere di un cane rottweiler. Il medico legale stabilisce che il cane e il ragazzo, del quale non è stata ancora scoperta l'identità, sono stati uccisi dallo stesso tipo di proiettile.
A casa della Predolin, Camilla e Martina stanno chiacchierando quando si sente un colpo di pistola. È stato Giulio, il figlio di Martina a sparare al muro, credendo di avere in mano un giocattolo; vicino a lui c'è Livietta terrorizzata. Martina, che non ha mai posseduto nessun'arma, cerca di capire come quella pistola può essere finita in casa sua: Giulio le spiega di averla trovata nel suo loden, che lei non ha più indossato dopo il compleanno di Sammy. Andando a vedere, Martina e Camilla capiscono che c'è stato uno scambio nel ristorante, ma Martina non vuole avvisare la polizia perché è terrorizzata dall'idea che il suo ex-marito, che di professione fa l'avvocato, possa approfittare della situazione per ottenere l'affido esclusivo di Giulio. Tuttavia una vicina di casa impicciona racconta alla polizia sia dello sparo che del fatto che ultimamente la Predolin litigava con un punkabbestia. La situazione di Martina si fa critica, ma grazie all'aiuto di Camilla e di Gaetano riescono a mantenere riservata la sua situazione per non farle perdere la custodia del figlio.
Amedeo, il nuovo fidanzato di Andreina, chiede a quest'ultima di informare la sua famiglia della loro relazione perché loro, entrambi vedovi, non fanno niente di male a nessuno. Renzo intanto è sempre più attratto dall'insegnante di danza Pamela, che sembra ricambiare le sue attenzioni. L'episodio della pistola e di Giulio fa litigare duramente Renzo e Camilla, dove il primo sgrida la moglie di impicciarsi sempre in situazioni pericolose e che questa volta aveva quasi coinvolto la figlia e Camilla si infuria di fronte alle parole accusatorie del marito. Intanto Camilla parlando con la sua allieva Ilenia, scopre che la vera identità del ragazzo morto nel parco è quella di Mario, nonché fratello maggiore di Ilenia scappato anni prima da casa a causa del padre violento e aggressivo. Ilenia è sconvolta e decide di lasciare anche lei finalmente la casa e l'orribile genitore insieme alla madre. Intanto Gaetano e Camilla scoprono dagli amici di Mario, soprannominato Black in onore del suo primo cagnolino, che il motivo della sua morte è probabilmente perché aveva sottratto il rottweiler, per salvarlo, da un certo Scortichini che addestrava e poi rivendeva i cani per degli incontri clandestini. Si scoprirà che lo stesso Scortichini è il vero proprietario del cappotto che conteneva la pistola trovata da Giulio e che era presente al ristorante. Grazie alle pressioni di Gaetano l'uomo confessa l'omicidio di Black e poi quello del cane e alla fine gli amici del defunto ragazzo restituiscono la videocamera a Camilla.
- Altri interpreti: Aldo Massasso (Amedeo), Pasquale Anselmo (Filippo Scortichini), Davide Rossi, Maria Paiato, Letizia Ciampa  (Ilaria Bisoglio) , Luigi Montini (Peppone), Gisella Sofio (Sign.ra Brigidi), Marco Iannitello (Mauro Bisoglio).
- Ascolti Italia: telespettatori 5 683 000 – share 24,53%[5]

## La strana ossessione
- Diretto da: Rossella Izzo
- Scritto da: Dido Castelli

### Trama
Proprio sopra l'appartamento di Camilla c'è lo studio medico del professor Mattioli, stimato neuropsichiatra. Una notte Camilla sente dei rumori provenire dallo studio e decide di salire per controllare. Arrivata in cima alle scale fa una raccapricciante scoperta: davanti alla porta giace senza vita Vanessa Constable, l'infermiera di Mattioli. Camilla, sotto shock, corre ad avvertire il marito, ma quando i due risalgono insieme, la porta è chiusa e sul pianerottolo non c'è niente. La professoressa non viene creduta da nessuno, poiché da qualche tempo assume dei sonniferi che le fanno avere degli strani effetti collaterali, fra cui le allucinazioni. La donna però è sicura di aver visto il cadavere dell'infermiera e così avvia le sue indagini personali. Dal professor Mattioli viene a sapere che l'infermiera è stata licenziata da un mese, ma dopo aver trovato un orecchino sul pianerottolo, Camilla si convince che il dottore ha ucciso la ragazza. Gaetano rifiuta di aprire un'indagine perché non ci sono prove che la ragazza sia morta, ma quando trova una foto di Mattioli e dell'infermiera nello studio di un investigatore assassinato, comincia a credere alla teoria di Camilla. Tra Gaetano e Camilla ormai la passione sta per prendere il sopravvento, tant’è che dopo un inseguimento la paura della professoressa per il suo commissario è evidente e, al termine di uno dei loro consueti appuntamenti al bar per bere un vermouth, Camilla si allontana dicendo a Gaetano di non aver bisogno di bere per dirgli che effettivamente si era preoccupata per lui: proprio in quel momento, un furgoncino rischia di investire Camilla e Gaetano si butta per salvarla, dopodiché i due si abbandonano ad un lungo e appassionato bacio in mezzo alla piazza.
- Altri interpreti: Romano Ghini (professor Mattioli), Aldo Massasso (Amedeo), Emanuela Rossi (Signora Mattioli), Bruno Bilotta (Marino Monti), Marit Nissen (Vanessa Constable)
- Ascolti Italia: telespettatori 6 741 000 – share 26,53%[6]